# Waves Vienna
Waves Vienna – Music Festival & Conference – coroczny festiwal muzyczny odbywający się w Wiedniu w Austrii od 2011 roku. 
Gośćmi są austriaccy i międzynarodowi muzycy i zespoły muzyki pop ze szczególnym uwzględnieniem przedstawicieli gatunków alternatywnych.

## Historia
Pierwsza edycja festiwalu Waves Vienna odbywała się od 28 września do 2 października. Hasło przyświecające wydarzeniu brzmi: Wschód spotyka się z zachodem. Misją festiwalu było umożliwienie występu mniej znanym artystom muzyki z gatunku indie pop (muzyki niezależnej). 

## Waves Vienna 2011

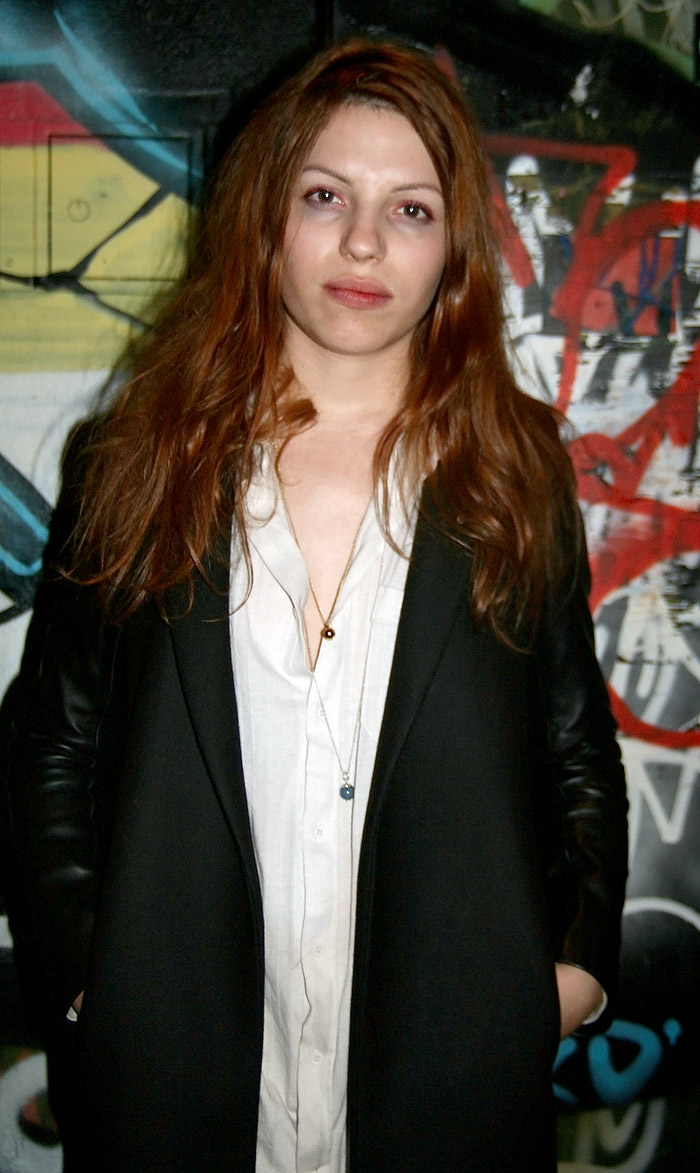
Soap&Skin (2011)

Agent Cooper (AT), Allen Alexis (AT), Andrew Hung (GB), Andrew Weatherall (GB, abgesagt), Brasstronaut (CA), Bilderbuch (AT), Black Shampoo (AT), British Sea Power (GB), Cherry Sunkist (AT), Clara Luzia (AT), D.I.M. (DE), Destroy, Munich (AT), Die Eternias (AT), Dikta (IS), DJ Phono (DE), Emily Barker (US), Ewert and the Two Dragons (EE), Figurines (DK), Film (GR), Haight-Ashbury (GB), Ian Fisher (US), Instrumenti (LV), Is Tropical (GB), Jacek Sienkiewicz (PL), Jamie Woon (GB), Jana Vébrová (CZ), Jellybeat (AT), Ken Hayakawa (AT), Kenton Slash Demon (DK), Killed by 9V Batteries (AT), Kreatiivmootor (EE), Kyst (PL), Little Scream (CA), Longital (SK), M185 (AT), Ogris Debris (AT), Peterlicker (AT), Petrol (RS), Photek (GB), Plastic Swans (SK), Resorts (CA), Retro Stefson (IS), Rubik (FI), SAEDI (AT), School is Cool (BE), Sheila She Loves You (CH), Sin Fang (IS), Slap In The Bass (HU), Svavar Knútur (IS), Sweet Sweet Moon (AT), Tempelhof (CZ), The Beth Edges (AT), The Duke Spirit (GB), The Uniques (SK), Totally Enormous Extinct Dinosaurs (GB, abgesagt), Touchy Mob (DE), When Saints Go Machine (DK), WhoMadeWho (DK), Wolfram (AT), Woody Alien (PL), Zola Jesus (US)

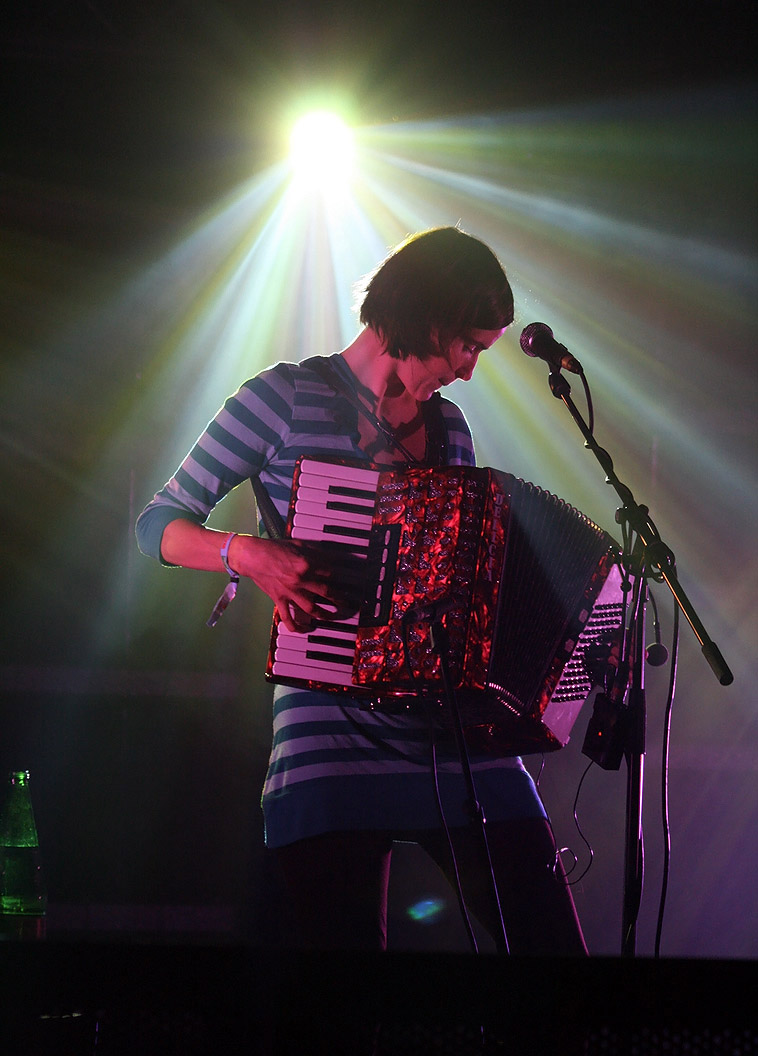
Jana Vébrová (Zelt im Prater 2011)
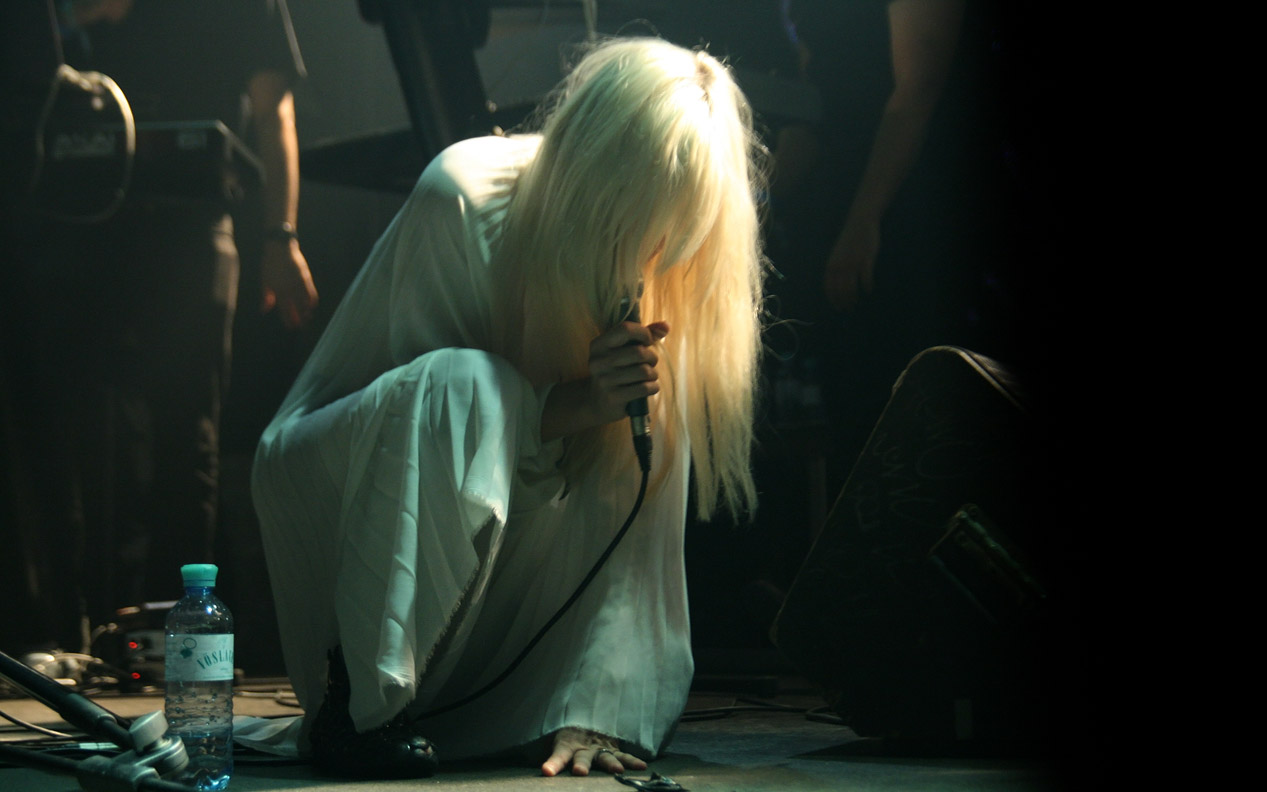
Zola Jesus (Flex 2011)
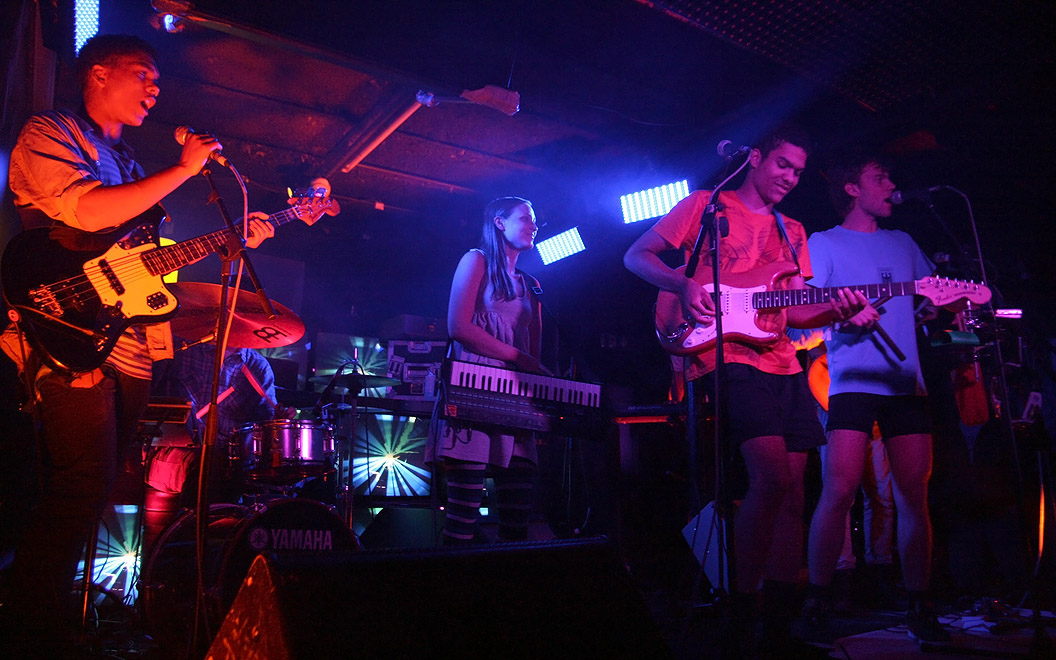
Retro Stefson (Badeschiff 2011)
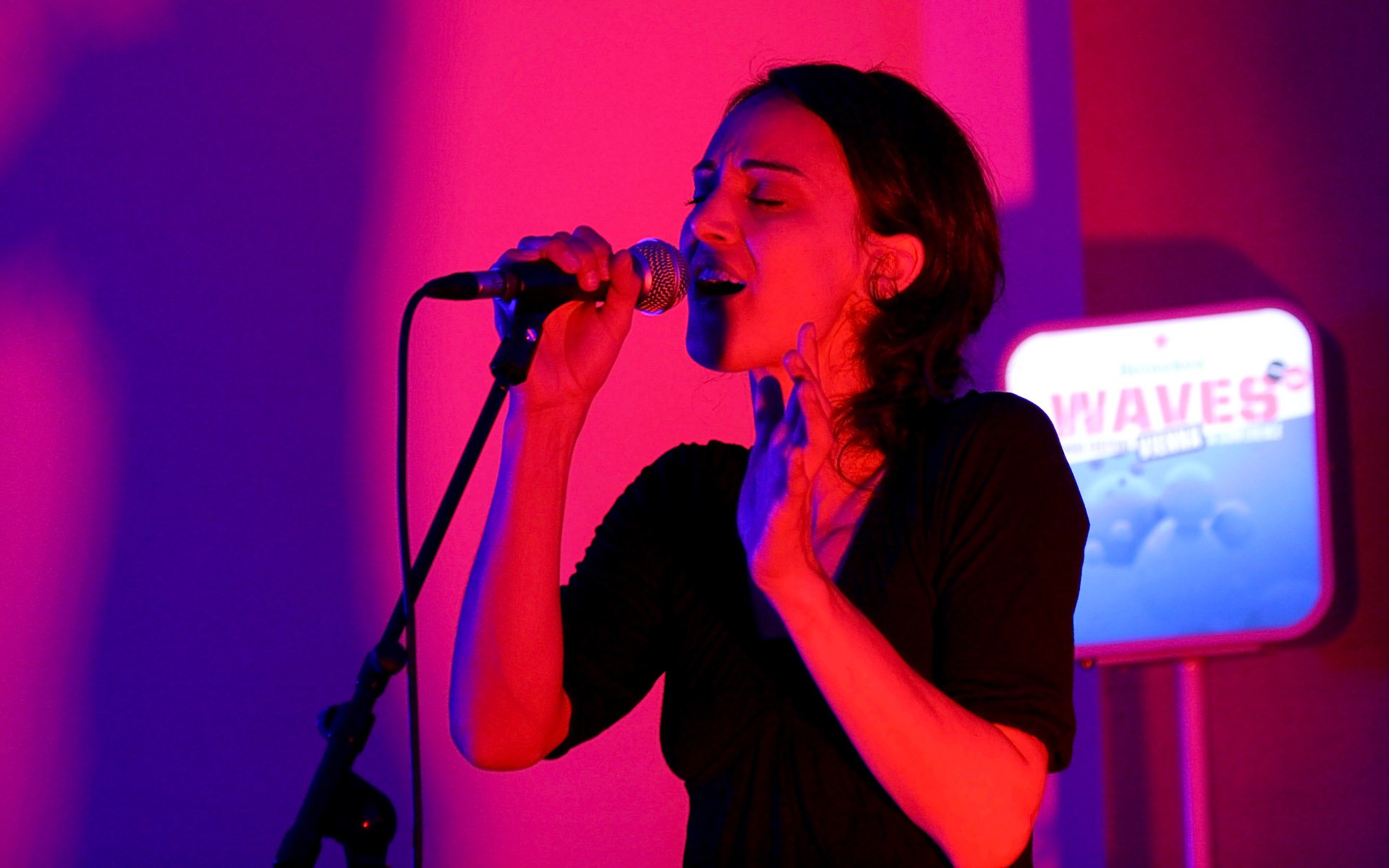
SAEDI (Projektraum Viktor Bucher 2011)

## Waves Vienna 2012
1984 (F), Absynthe Minded (BE), Addison Groove (UK), Anna Aaron (CH), Aeromaschine (RO), Agent Side Grinder (S), And The Golden Choir (DE), The Bianca Story (CH), Birgit Bidder (S), Bloom (Band) (SK), Botibol (F), Bottled In England (DK), Didi Bruckmayr & Mussurunga (AT), Bunny Lake (AT), Sera Cahoone (US), Charlie Straight (Band) (CZ), Colt Silvers (F), Concrete Knives (F), Dena (BG), Dillon (BR/DE), Dorn (AT), Dust Covered Carpet (AT), DZA (Musiker) (RU), Electric Suicide Club (F), Eloui (AT), Esteban's (AT), Fenster (DE), B. Fleischmann (AT), Friedrich & Ludwig (AT), Frostfelt (FO), Ghostpoet (UK), Gold Panda (UK), Got Blue Balls (SK), Gravenhurst (UK), Hal Flavin (UK), Honig (DE), HVOB (AT), Inborn (LU), Juveniles (F), Kamp! (PL), Kavinsky (F), Kidcat Lo-fi (AT), Björn Kleinheinz (S), Konea Ra-Phekt-Luma.Launisch (AT), Luise Pop (AT), Mario & Vidis (LT), Me and My Drummer (DE), Mieux (F), mile me deaf (AT), Milk+ (AT), Miloopa (PL), MKID (AT), Mopedrock!! (AT), La Mort De Darius (F), Mujuice (RU), Murmansk (FI), Neodisco (AT), Nive Nielsen & The Deer Children (DK), Nova Heart (CN), Novika and Lex (PL), Orka + Budam (FO), Öszibarack (PL), Pantha du Prince (DE), Violetta Parisini (AT), Paula i Karol (PL), The Pharmacy (US), Plus Guest (F), Poétique Électronique (DE), Mike Polinary (PL), Professor Leopard (CZ), Rangleklods (DK), Rats on Rafts (NL), The Raw Men Empire (IL), Rocketnumbernine (UK), Lucy Rose (UK), Rue Royale (UK), Rustie (UK), Sakaris (FO), Sea & Air (DE), Sex Jams (AT), SLG (PL), The Soundtrack of Our Lives (S), Stereoface (AT), Stranded Horse (F), Einar Stray (NO), The Suicide Of Western Culture (ES), Sun Glitters (LU), Swearing At Motorists (US), Talking To Turtles (DE), Team Me (NO), Thomalla (DE) & Martin Riegelnegg (AT), A Thousand Fuegos (AT), Too Tangled (BE), Toy (UK), Tu Fawning (US), Twilite (PL), UMA (DE), Vierkanttretlager (DE), Vinnie Who (DK), The Wave Pictures (UK), The Wedding Present (UK), Wolfram (AT), Wrongkong (DE/CND) und Zebra Dots (HR).

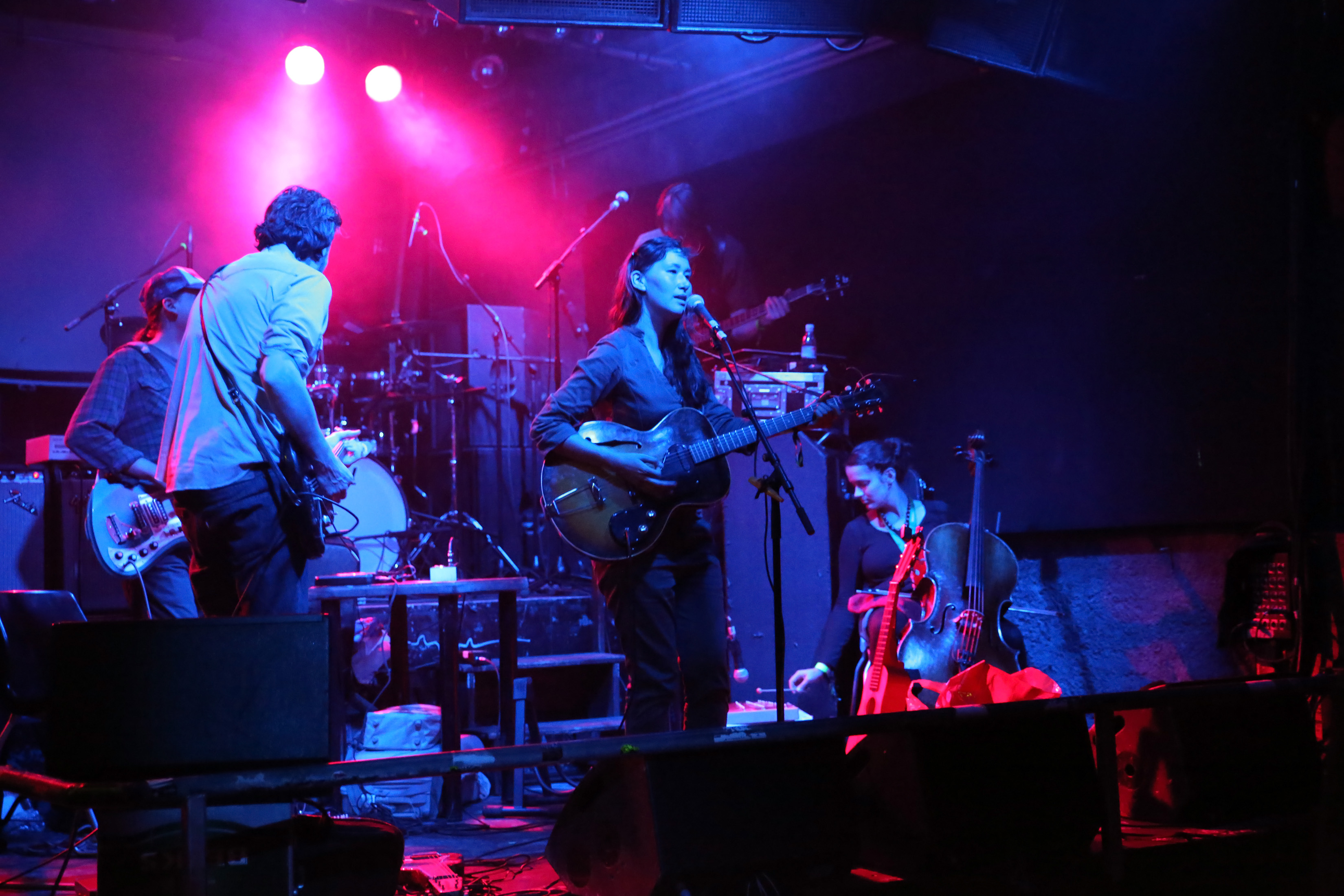
Nive Nielsen and The Deer Children (Fluc 2012)
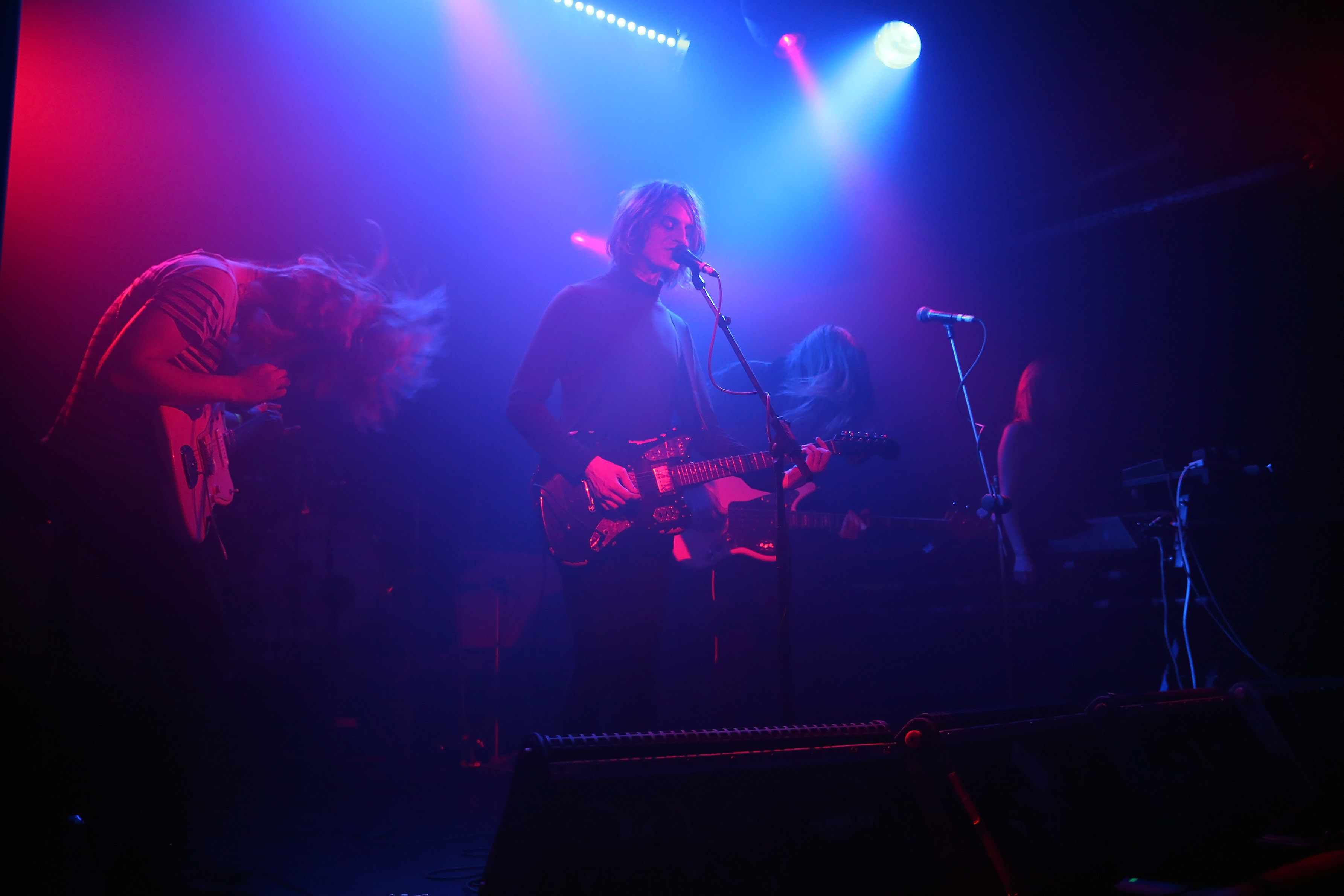
Toy (Flex 2012)
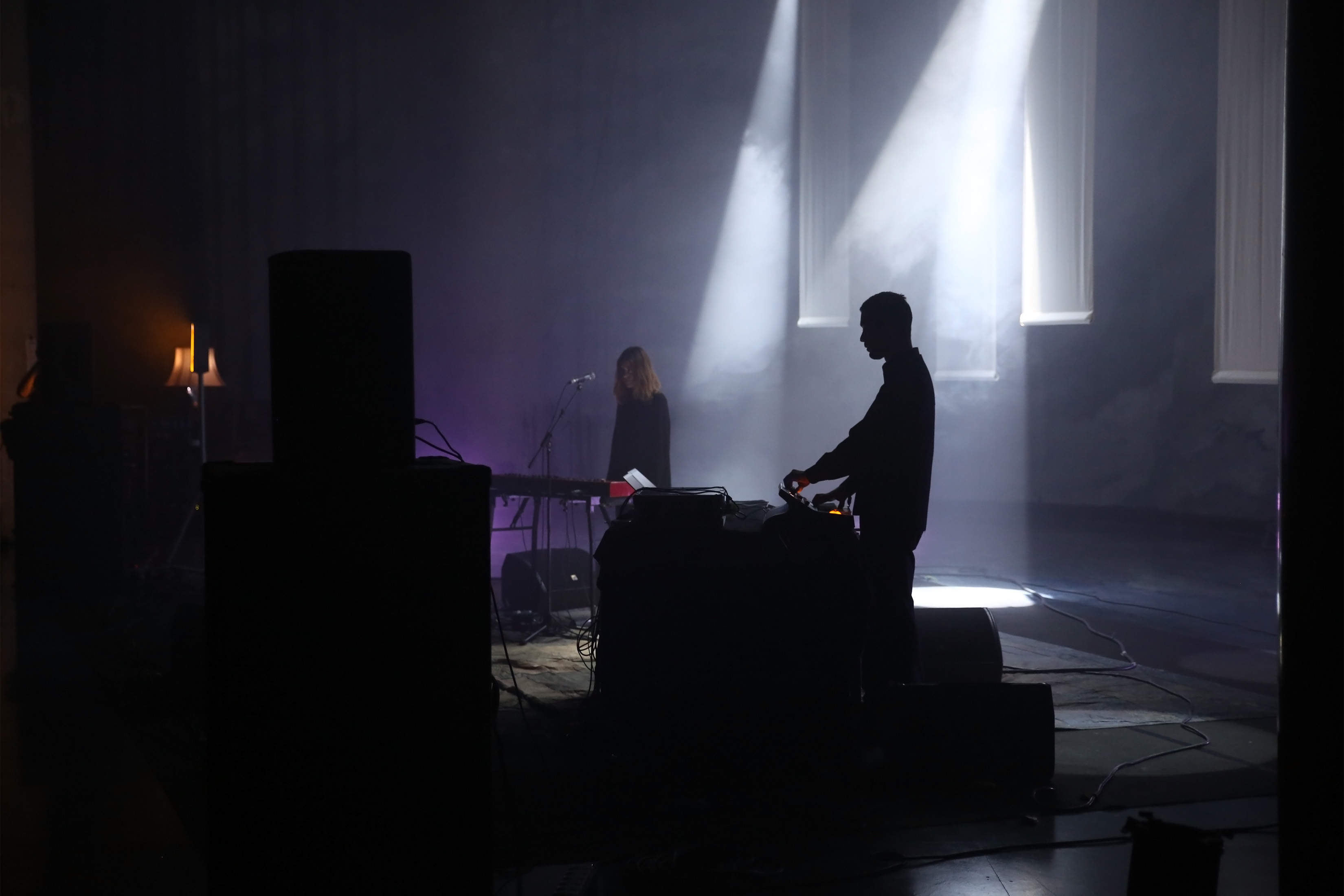
Dillon (Odeon 2012)
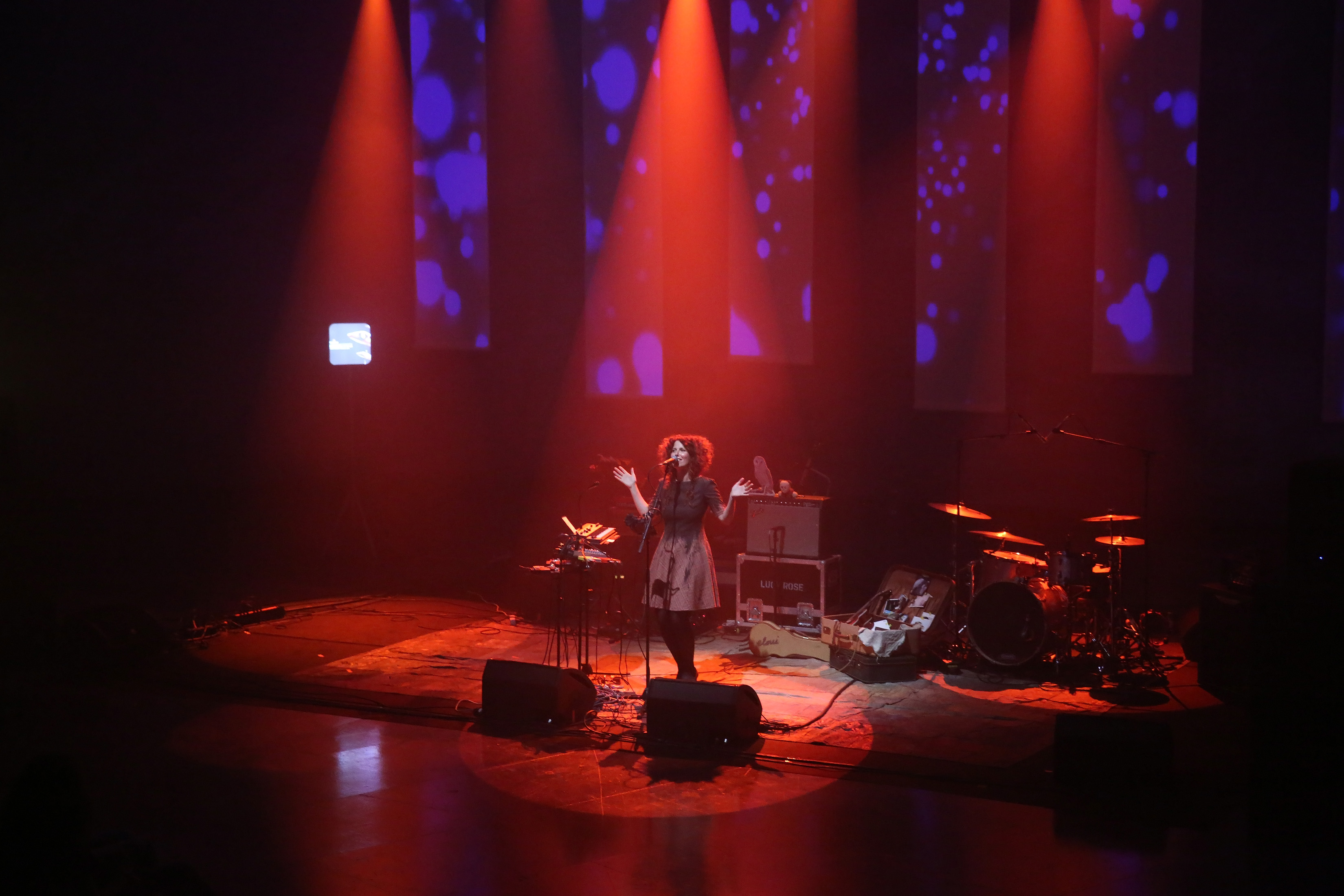
eloui (Odeon 2012)

## Waves Vienna 2013
Artur8 (PL), Ash My Love (AT), CSS (BR), Electric Soft Parade (UK), Farewell Dear Ghost (AT), Go! Go! Gorillo (AT), Hurricane Dean (DE), Frida Hyvönen (SE), Julian & der Fux (AT), Kreisky (AT), Yuri Landman Ensemble (NL), Lovely Quinces (HR), Touristen Tempo (AT), Wandl (AT), A.G. Trio (at), Amatorski (be), Kari Amirian (pl), Anika (de), Au Revoir Simone (us), The Beth Edges (at), Marla Blumenblatt (de), BRNS (be), Charli XCX (uk), Cid Rim (at), The Clonious (at), Cold Mailman (no), Compuphonic (be), Crunch 22 (il), Dans Dans (be), Deadnote Danse (at), Lenka Dusilova (cz), The End Band (at), Ernesty International (at), Exclusive (de), Fijuka (at), Filou (at), Float Fall (be), Flying Horseman (be), Fuckhead (at), The GFs (cz), Ghost Capsules (at), Girls In Hawaii (be), Ian Green (si), Grimus (ro), Hella Comet (at), I-Wolf & The Chainreactions (at), Illute (de), It’s Everyone Else (si), Japanther (us), Alise Joste (lv), Kabul Dreams (af), Kate Boy (se), Kieslowski (cz), Kill Kenny (si), Kingsfoil (us), Kristoffer & The Harbourheads (se), Krystal Klear (uk), Leure (au), Milk Drinkers (si), Mmoths (ie), Mozes & The Firstborn (nl), Múm (is), My Heart Belongs To Cecilia Winter (ch), Napravi Mi Dete (si), New Wave Syria (si), Nowhere Train (at), Oscar And The Wolf (be), The Ringo Jets (tr), Say Yes Dog (lu), Sex On The Beach (at), Skream (uk), Slut (de), Sohn (uk), Soldout (be), Trains Of Thoughts (at), The Touch (se), The Toronto Drug Bust (si), Velvet Two Stripes (ch), Mika Vember (at), Vortex Rex (at), Werefox (si)

## Waves Vienna 2014
A Basement in Bloom (AT), A Tale Of Golden Keys (DE), Abby Lee Tee (AT), Adisdead (AT), Aka Tell (AT), Alcoholic Faith Mission (DK), Alexa Feser (DE), Alexis Taylor (Hot Chip) (UK), Ana Curcin (RS), Andaka (AT), Anything Maria (FR), Atlanter (NO), Bad Weed (AT), Ballet School (DE), Blaenavon (UK), Carl Et Les Hommes-Boites (BE), Carnival Youth (LV), Charity Children (DE), Cheaters (NL),  Chili and the Whalekillers (IS), Chris Emray (AT), Crazy Bitch In A Cave (AT), Dave Tarrida (UK), David Douglas (NL), DAWA (AT), Die Nerven (DE), Disco Demons (AT), Electric Lady (CZ), Electrosexual (DE), Everything Is Made in China (RU), Fairlight Club DJs (AT), Fesch (AT), Fino (AT), First Aid Kit (SE), FM4 DJs (AT), Freud (AT), Future:Art (AT), Fvlcrvm (SK), Garden City Movement (IL), Get Your Gun (DK), Giantree (AT), Girl Band (IE), Go Go Berlin (DK), Golden Parazyth (LT), Gospel Dating Service (AT), Houpací Konê (CZ), Hunter & The Bear (UK), Intergalactic Lovers (BE), Irena Zilic (HR), Isaiah (IL), Jaakko Eino Kalevi (FI), Jennie Abrahamson (SE),  Jimmy And The Goofballs (AT), Jimmy Pé (SK), Johann Sebastian Bass (AT), Johannes Benz (CZ), Jonathan (HR), Julia Marcell (PL), Kids N Cats (AT), Kommando Elefant (AT), Koreless (UK), Kwabs (UK), Leitstrahl & Friends (DJ Set) (AT), Léyya (AT), Local Suicide (DJ Set) (DE), Lydmor (DK), Manu Delago Handmade (AT), Maximilian Meindl (DJ) (AT), Mieko Suzuki (DJ Set) (DE), Mieze Medusa & Tenderboy (AT), Mirel Wagner (FI), Mlat (HR), Mo Kenney (CA), Modell Doo (AT), Mount Kimbie (DJ Set) (UK), My House in Spain (AT), Neonstream (AT), Nihils (AT), Nikki Louder (SI), No Head On My Shoulders feat. Ceren Oran (AT), Noah Kin (FI), Nutrasweet (DJ) (AT), Oknai (SI), Palindrome (AT), Pilot Jr. (AT), Pional (ES), Pomrad (BE), Prasselbande (AT), Propella (AT), PUNCKE (HR), Rakede (DE), Redinho (UK), Repetitor (RS), Repint (AT), Ruth Koleva (BG), Schafe & Wölfe (DE), Schmieds Puls (AT), Scott Matthew (AU), Snoww Crystal (AT), Soda Fabric (IL), Sopot (BA), Spaceman Spiff (DE), Still Parade (DE), Tamar Antler (IL), Tante Elze (SK), Tenfold Rabbit (EE), The Animen (CH), The Boys You Know (AT), The Hidden Cameras (CA), The Pixels (RO), The Town Heroes (CA), Thees Uhlmann & Band (DE), Toulouse Lautrec (RO), Us Lights (US), Villalog (AT), Vlasta Popic (HR), Vvhile (RS), Walter Schnitzelsson (SK), We Invented Paris (CH), Your Gay Thoughts (SI), Y’akoto (DE), Zapaska (UA)

## Waves Vienna 2015
1314 (RU), Abby Lee Tee (AT), Adi (IL), Akjela (AT), Alina Orlova (LT), Alise Joste (LV), All Strings Detached (SI), Anja Chiara (AT), Ankathie Koi (AT), Ant Antic (AT), Anton Maskeliade (RU), Astrid North (DE), Austra (CA), Austrian Apparel (AT), Avec (AT), Blaž & Simon (SI), Cardiochaos (AT), Cepasa (UA), Chikiss (RU), Clara Blume (AT), Coasts (UK), Colours of Bubbles (LT), Colostrum (AT), Dagamba (LV), Dani Dorchin (IL), Darkstar (Band) (UK), Ebony Bones (UK), Elsa Tootsie & The Mini Band (AT), Elephants from Neptune (EE), Emma Longard (DE), Fallgrapp (SK), Femme En Fourrure (FI), Foolish Green (MK), Filament (Mimu Merz/Lukas Lauermann, AT), Gasmac Gilmore (AT), Golden Kanine (SE), Golden Parazyth (LT), Granada (AT), Hearts Hearts (AT), Hey Elbow (SE), Hisser (FI), Holden Caulfield (CZ), Honne (UK), Hren (AT), Inner Tongue (AT), James Gruntz (CH), Jamie Lawson (UK), Jesper Munk (DE), Joy Wellboy (BE), JoyCut (IT), June (MK), Jurgis Did (LT), Kane West DJ-Set (UK), Kero Kero Bonito (UK), Keston Cobblers' Club (UK), Koala Voice (SI), Konea Ra (AT), Laika Suns (LV), Lake Malawi (CZ), Le Corps Mince de Françoise (FI), Lea Santee (AT), Lehnen (AT), Leon Somov & Jazzu (LT), LFNT (IL), Le Toy (AT), Lian (AT), Like Elephants (AT), Little Boots (UK), Ludovik Material (SI), Lúisa (DE), Luke Black (RS), Lylit (DE), Maïa Barouh (JP), Mari Kalkun (EE), Maximilian Meindl DJ-Set (AT), Micucu (EE), Mike Skinner DJ-Set (UK), Mother’s Cake (AT), Mr. Myster (LV), Mynth (AT), Namby Pamby Boy (AT), Naked Woods (HU), Neuschnee (AT), Never Sol (CZ), Nicole Jaey (AT), Nvmeri (SK), Nutrasweet DJ-Set (AT), Odd Hugo (EE), Oddisee & Good Company (US), Other Noises (RU), Pablo Nouvelle (CH), Paper Beat Scissors (CA), Philco Fiction (NO), Pins (UK), Pola-Riot (AT), Portha (AT), Purist (SK), Purple Souls (AT), Quiet Company (US), Rebeka (PL), RDGLDGRN (US), Robb (AT), Rykarda Parasol (US), Sabina (IL), Sarah and Julian (US), Schmusechor (AT), Sekuoia (DK), Siv Jakobsen (NO), Sizarr (DE), Sun Tailor (IL), The Chikitas (CH), The Hearing (FI), The Unused Word (AT), Todd Doridgo (UK), Toju Kae (AT), Torpus & the Art Directors (DE), Trees of Maine (HR), Uciel DJ-Set (AT), Videos (CZ), Warm Graves (DE), We Walk Walls (AT), Wooden Ambulance (RS), Würffel (EE), Xxanaxx (PL), Young Rebel Set (UK), Zentralheizung of Death des Todes (DE), Zrnì (CZ)

## Waves Vienna 2016
A Life, A Song, A Cigarette (AT), Affe Maria (DE), Alex The Flipper (AT), Anne-Marie (UK), Anthony Mills und Clefco (SE/AT), Autonomics (US), Avec (AT), B.Visible (AT), Black Honey (UK), Black Lotus Experiment (AT), Blockflöte des Todes (DE), Buenoventura (AT), Cid Rim (AT), DJ Invincible (CH), DJ Moe (AT), DJ Ruff (NL), Eloui (CH/AT), Elsa Tootsie and the Mini Band (AT), Ephemerals (UK), Finley Quaye (UK), FLUT (AT), GelbGut (AT), Gemma Ray (UK), Girls Names (UK), Giuseppe Leonardi (AT), Glass Museum (BE), Golf (DE), Hannah Epperson (CA), Hans (AT), Haze'evot (IL), Hella Comet (AT), Holy Fuck (CA), HΔNNΔ (AT), Indigorado (NO/SE), Jardier (SI), Jarus & Jumbie (AT), Jay Cooper (AT/UK), Jimi Tenor (FI), Jonathan Bestley (UK), Juicy Gay (DE), Kafka Tamura (DE/UK), Karmakoma (SI), Kevin Etheridge (AT), Klaus Johann Grobe (CH), Klischée (CH), Kriget (SE), Langtunes (IR), Lausch (AT), Leitstrahl (DJ) (AT), LFNT (IL), Lola Marsh (IL), M.P. (AT), Matt Boroff (AT/DE/US), Matt Gresham (AU), Mavi Phoenix (AT), Milk+ (AT), Molly (Band) (AT), Molto Loud (KZ), Monophobe (AT), Monsterheart (AT), Mosch (AT), Mule & Man (CH), NOËP (EE), Norma Jean Martine (US), Oligarkh (RU), Ori (IL/DE), Parasol Caravan (AT), Pola Rise (PL), Powernerd (AT), Resisters (AT), Ritornell und Mimu (AT), Rival Kings (CH), Robb (AT/US), Sarah Ferri (BE), Satellites (US), Seraphim (AT), Smerz (DK), Soulitaire (AT), Stabil Elite (DE), Superpoze (FR), Svper (ES), The Canyon Observer (SI), The Crispies (AT), The Ills (SK), The Souls (CH), Totemo (IL), Vimes (DE), WÆLDER (AT/DE), Warhaus (BE), We Are Scientists (US)

## Waves Vienna 2017
Aid Kid (CZ), Albert af Ekenstam (SE), Aliocha (CA), Almeeva (FR), Anger (AT), Annika (AT), Ant Antic (AT), Any Other (IT), April Red (TW), At Pavillon (AT), Azizi Gibson (DE), Babé Sila (HU), Back to Felicity (AT), (CZ), Be Charlotte (UK), Belau (HU), Birthh (IT), Bitten By (AT), Black Palms Orchestra (AT), Brunettes Shoot Blondes (UA), Cari Cari (AT), Chuckamuck (DE), Clap Your Hands Say Yeah (US), Client Liaison (AU), Coals (PL), Coco Hames (US), Cold Cold Nights (CZ), Cut Out Club (IL), Daniel Vezoja (SI), Denis The Night & The Panic Party (IT), Der traurige Gärtner (AT), Dope Calypso (HU), East of my Youth (IS), Ebow (AT), Edwin (AT), Emily Roberts (DE), Everdeen (DE), E^st (AU), Fai Baba (CH), Forest Swords (UK), Fortuna Ehrenfeld (DE), Frankie Animal (EE), Gaddafi Gals (DE), Ghost of You (CZ), Giungla (IT), Gospel Dating Service (AT), Hunger (Trio) (AT), Iamjj (DK), Ider (UK), It’s The Lipstick On Your Teeth (AT), I Wear* Experiment (EE), J. Bernardt (BE), Jugo Ürdens (AT), Jordan Klassen (CA), Joseph J. Jones (UK), Kalandra (NO), Kiol (IT), Klan (DE), Kommando Elefant (AT), КУКЛА (SI), Lea Santee (AT), Lilly Among Clouds (DE), Little Big Sea (AT), LischKapelle (DE), Louie Austen (AT), Lubomyr Melnyk (UA), Lynn Maring (CH), Das Lunsentrio (DE), Lulu Schmidt (AT), Magic Island (DE), Manon Meurt (CZ), Maria Thornton (AT), Milo Meskens (BE), Naked Cameo (AT), Never Sol (CZ), Nihils (AT), Nite Jewel (US), Oscar Jerome (UK), Pænda (AT), Persons From Porlock (SI), Peter Zirbs (AT), Polar Circles (CH), Ropoporose (FR), Schönbrunner Gloriettenstürmer (AT), Skip Skip Ben Ben (TW), Sluff (AT), Soia (AT), Sonia Calico (TW), Témé Tan (BE), Tents (AT), Tensalomi (AT), The Homesick (NL), The Pier (IT), Tolstoys (SK), Veronica Fusaro (CH), View (FI), Wandl (AT), Xavier Darcy (DE), Yungblud (UK), Zeal & Ardor (CH)

## Waves Vienna 2018
Alapastel (SK), Andrea Bučko (SK), Antonia Vai (HU), A Tale Of Golden Keys (DE), Attic Giant (AT), Bergfilm (DE), Blind Butcher (CH), Blond (DE), Bowrain (SI), Bulp (SK), Catastrophe & Cure (AT), Chad Valley (UK), Cléa Vincent (FR), Culk (AT), Dalia Ahmed (DJ), Dena (DE), Die Sauna (DE), Disco Nostra (DJ), Dives (AT), Drahthaus (AT), Dramas (AT), False Advertising (UK), Fran Palermo (HU), Futurski (SI), Gewalt (DE), Grandfather’s House (PT), Haiku Garden (SI), HÅN (IT), Holy Nothing (PT), Holy Now (SE), Ilgen-Nur (DE), Isama Zing (SK), Jamie Isaac (UK), Josh (AT), Jungstötter (DE), Kaiko (AT), Kids N Cats (AT), Kovacs (NL), La Jungle (BE), Lazer Viking (CZ), Leitstrahl (DJ), Len Sander (CH), Like Elephants (AT), Listen To Leena (AT), Love Good Fail (AT), Low Potion (AT), Lukas Lauermann (AT), Lysistrata (FR), Mascha (AT), Mickey (AT), Mile Me Deaf (AT), Mister Teaser (PT), Mörk (HU), Nabihah Iqbal (UK), Nélio (AT), Neneh Cherry (SE), Neuschnee (AT), Noah Kwaku (DE), Noiserv (PT), Odd Couple (DE), Pale Grey (BE), :Papercutz (PT), Papyllon (SK), Paramount Styles (US), Pauls Jets (AT), Plàsi (SE), Please Madame (AT), Pom Poko (NO), Pressyes (AT), Rodrigo Leão (PT), Safari (AT), Sage (FR), Says (SK), Schnellertollermeier (CH), Schönheitsfehler (AT), Sebastian Schlachter (DJ), Sfya (AT), Silberwolff (AT), Sir Tralala (AT), Slenderbodies (US), Stroon (SK), Surma (PT), Tamino (BE), Teepee (CZ), Ten Tonnes (UK), Teresa Rotschopf (AT), The Blind Suns (FR), The Go! Team (UK), The Miami Flu (PT), Theodor Shitstorm (DE), Theodore (GR), Thirsty Eyes (AT), Thom Artway (CZ), Trupa Trupa (PL), Tsar B (BE), Vaarwell (PT), Viech (AT), Vivin (AT), Warmduscher (UK), We Bless This Mess (PT), Wunderwelt (DE), WWWater (BE), Zak Abel (UK), Žen (HR)

## Waves Vienna 2019
Adée (SE), Aiko (CZ), AlIi Neumann (DE), Alon Lotringer (IL), Alyona Alyona (UA), Anger (AT), Atzur (AT), Bartleby Delicate (LU), Bernhard Eder (AT), Carlos Cipa (DE), Cassia (UK), Chastity Belt (US), Das Moped (DE) Dan Mangan (CA), Darjeeling (DE), Decadent Fun Club (PL), Drahthaus (AT), Do Nothing (UK), Dope Calypso (HU), Elis Noa (AT), Fox & Bones (US), Friedberg (AT), Good Wilson (AT), Go! Go! Gorillo (AT), Gurt [O] (UA), Hayley Reardon (US), Ikan Hyu (CH), I Love You Honey Bunny (CZ), Ina West (PL), International Music (DE), Iris Gold (DK), Ivan & The Parazol (HU), Jeremy Pascal (AT), J.Lamotta (DE), John Moods (DE), Juicy (BE), Kaleo Sansaa (DE), Keke (AT), Kerosin95 (AT), Kristoff (AT), Lara Lotzer (LI), Lara Snow (IL), Linn Koch-Emmery (SE), Lisa Pac (AT), Little Element (AT), Long Tall Jefferson (CH), Manx (SE), Mark Peters (UK), Marissa Nadler (US), Marie (AT), Martin Kohlstedt (DE), Matija (DE); Mayberian Sanskülotts (HU), Melby (SE), Miblu (AT), Middlemist Red (HU), Miss Sister (SE), MNNQNS (FR), Mola (DE), Napoleon Gold (LU), Noair (SI), Neomi (SI), New Dawn Fading (LI), On Bells (AT), One Sentence. Supervisor (CH), Paula Valstein (IL), Penelope Isles (UK), Petrol Girls (AT), Pippa (AT), Platon Karataev (HU), Rebecca Lou (DK), Shortparis (RU), Sketches On Duality (AT), Sabina (IL), Sasha Boole (UA), Sladek (AT), Soia (AT), Strandhase (AT), Telquist (DE), The Happy Sun (AT), The Hunting Dogs (HR), The Magnettes (SE), The Qualitons (HU), (The) Lesser Men (HR), The Screenshots (DE), The Stroppies (AU), Those Goddamn Hippies (AT), TinTin (DE), Titus Probst (AT), To Be We (DE), Two Year Vacation (SE), Vera Jonas Experiment (HU), Viah (CZ), Vögel die Erde essen (DE), World Brain (FR), Worth (US), Zalagasper (SI)

## Waves Vienna 2020
[LEAK] (DE), 7AM (SI), 9Bach (UK), Amelie Siba (CZ), Ätna (DE), Alicia Edelweiß (AT), Annie Taylor (CH), Apey (HU), Balans (SI), Bokka (PL), Crimer (CH), Crush (AT), Dakh Daughters (UA), Das Bisschen Totschlag (DE), Deep Glaze (HU), Deva (HU), Douniah (DE), Eugenia Post Meridiem (IT), Farce (AT), Flut (AT), Fo Sho (UA), Gigi Masin (IT), Griff (UK), Happyness (UK), HMS Morris (UK), Jakob Kobal (SI), JC Stewart (IE), Jessiquoi (CH), Julia Church (ZA), June Cocó (DE), Karpov Not Kasparov (RO), Karel (NL), Krapka;Koma (UA), KiTZ (DE), Lazy Day (UK), Lizki (DE), Lou Asril (AT), Lulu Schmidt (AT), Maisie Peters (UK), Market (CZ), Mayvie (LI), Misia Furtak (PL), Mynth (AT), Nava (IT), Noisy Pots (CZ), Núria Graham (ES), Nürnberg (BY), Oska (AT), Panic Shack (UK), Pavvla (ES), Porridge Radio (UK), Rosemary Loves A Blackberry (RU), S1mba (UK), Sam Florian (SE), Scotch & Water (DE), Shishi (LT), SPQR (UK), Shelter Boy (DE), Sumie (SE), Stefanie Schrank (DE), Swutscher (DE), The Bad Tones (LV), The Bland (SE), The Castle (UA), The Zephyr Bones (ES), Thumper (IE), Tik Tu (UA), Titus Waldner (DE), TseSho (UA), Umme Block (DE), Weed & Dolphins (BY), Whales (PT), Xul Zolar (DE), Zimbru (RO)

## Waves Vienna 2021
[LEAK] (DE), +SHE+ (RO), 52 Hertz Whale (SK), Änn (AT), Ava Vegas (DE), Aygyul (AT), Aze (AT), Baiba (AT), Barton Hartshorn (FR), Burkini Beach (DE), Casper Clausen (DK), Cloud Cloud (AT), Cosmos in Buzunar (MD), Dacid Go8lin (AT), Dino Brandão (CH), Discovery Zone (DE), Don't Go (AT), Donna Blue (NL), Downers & Milk (AT), Earl Mobley (AT), Elena Rud (DE), Eli Preiss (AT), Etceteral (SI), Faux Real (FR), Filiah (AT), Florence Arman (AT), Francis of Delirium (LU), freekind. (SI), Gaisma (DE), Giudi (CZ), GØRL (AT), Gran Bankrott (AT), Greyshadow (AT), Hearts Hearts (AT), Ivan Grobenski (HR), jazzbois (HU), Johnny Mafia (FR), June Cocó (DE), Jungle Jade (AT), Keshavara (DE), Kety Fusco (CH), Kids in Cages (LI), Krekhaus (BG), Kya Kyani (DE), Laikka (AT), Lelee (SI), Liener (AT), LIONLION (DE), Lisa Pac (AT), Löwelöwe (AT), Mariybu (DE), Mira Mann (DE), Modecenter (AT), Mordái (HU), Mulay (DE), Murman Tsuladze (GE), Oska (AT), Oxford Drama (PL), Oxyjane (AT), Pippa (AT), Rahel (AT), Ro Bergman (AT), Ruhmer (AT), Salò (AT), Saya Noé (HU), Schorl3 (DE), sinks (CZ), Sir Simon (DE), Sirens of Lesbos (CH), Sluff (AT), Sparkling (DE), SUN (FR), Takeshi's Cashew (AT), The Rodeo (FR), The Unsleeping (UA), Vaovao (DE), Vereter (AT), Wolfgang Pérez (DE), Zbaraski (UA), Zimmer90 (DE), Zinn (AT)

## Waves Vienna 2022
3:rma (SI), a/lpaca (IT), AEIOU (LI), Aili (BE), Alexandra Alden (MT), Alice Low (UK), Amelie Tobien (AT), Anna Erhard (CH), Another Vision (AT), Arai (AT), Batbait (CH), BEACHPEOPLE (DE), Benjamin Amaru (CH), Berglind (AT), Bibiza (AT), Bipolar Feminin (AT), Billie Stylish (AT), Böbe (HU), Boy With Apple (SE), Bryan’s Magic Tears (FR), Celia May (DE), Christin Nichols (DE), Christl (AT), Disappeared Completely (UA), Donkey Kid (DE), Doppelfinger (AT), Dylan Cartlidge (UK), Edward Hunt (DE), Elena Steri (DE), Elsa (AT), Ennio (DE), Farce (AT), Finley Quaye (UK), Florence Besch (DE), Fran Vasilić (HR), Francis On My Mind (RO), Girli (UK), Joko (FR), Kahlenberg x Anna Mabo (AT), Karolina Beranova (CZ), Kids Return (FR), Kitana (AT), Kurs Valüt (UA), Laundromat Chicks (AT), Lawn Chair (DE), Levin Goes Lightly (DE), Lil Julez (AT), Lisa Pac (AT), Liz Metta (AT), Love A.M. (AT), Low Island (UK), Michael Moravek (DE), Mike Edel (CA), Minimal Schlager (DE), Monako (DE), Moncrieff (IE), Motherhood (CA), Musspell (HU), Naima Bock (UK), Nalan (DE), Nelavie (AT), Nina Hochrainer (AT), Nosi (AT), nothhingspecial (DE), Nuha Ruby Ra (UK), Old Mrs. Bates (AT), Olgas Boris (AT), Oskar Haag (AT), Palffi (AT), Paula Carolina (DE), Philine Sonny (DE), Plattenbau (DE), Priya Ragu (CH), Pyra (TH), Ragapop (UA), Romc (AT), Sahareya (SI), Salò (AT), Sassy 009 (NO), Shitney Beers (DE), Skaar (NO), Spiral Mind (SI), Superorganism (UK), The Hanged Man (SE), The Haunted Youth (BE), The Psychotic Monks (FR), Toyota Vangelis (CZ), Ultraflex (IS), Umme Block (DE), UTO (FR), Vanille (CA), W1ZE (AT), Wallners (AT), Wilhelmine (DE), YATWA (AT), Yves Jarvis (CA), Zack Zack Zack (AT)